# Pleurotomella lineola
Pleurotomella lineola är en snäckart som beskrevs av Dall 1927. Pleurotomella lineola ingår i släktet Pleurotomella och familjen kägelsnäckor. Inga underarter finns listade i Catalogue of Life.